# Автомобильный мост Ичан
Ичан (кит. 宜昌长江公路大桥) — висячий мост, пересекающий реку Янцзы, расположенный на границе районов Сяотин и Иду городского округа Ичан; 11-й по длине основного пролёта висячий мост в Китае. Является частью национальной скоростной автодороги G50 Шанхай—Чунцин.

## Характеристика
19 сентября 2001 года мост Ичан через реку Янцзы был открыт для движения в составе скоростной автодороги, связывающей Шанхай с городом Чунцин, что в центральной части Китая.
Длина — 1 187 м, длина основного пролёта 960 м.
Строительство моста обошлось в 895 млн юаней. Дизайн мост схожий с мостом Золотые Ворота.